# Драшковичи
Дра́шковичи (хорв. Draškovići) — знатный хорватский дворянский род. В XVI-XVIII веках многие представители рода занимали высшие светские и церковные должности, прославились на полях сражений.
Первые упоминания о предках рода Драшковичей относятся к концу XV века. Три глаголических документа конца XV — начала XVI века повествуют о том, что они владели землями в Лике и вокруг Книна. Родоначальником рода считается Бартол из Книна (Bartol Kninjanin), который ввиду опасности турецкого нашествия покинул Книн и переселился в долину Купы. Его сын, епископ Юрай (Juraj) в 1567 году стал бароном. В 1569 году ему был дарован замок Тракошчан в Хорватском Загорье. Начиная с этого времени Тракошчан стал фамильной резиденцией семьи, а сами они стали называться Драшковичи Тракошчанские. Юрай Драшкович был архиепископом Печа и Загреба, с 1567 по 1575 год Юрай Драшкович был баном Хорватии, в конце жизни был возведён в кардиналы.

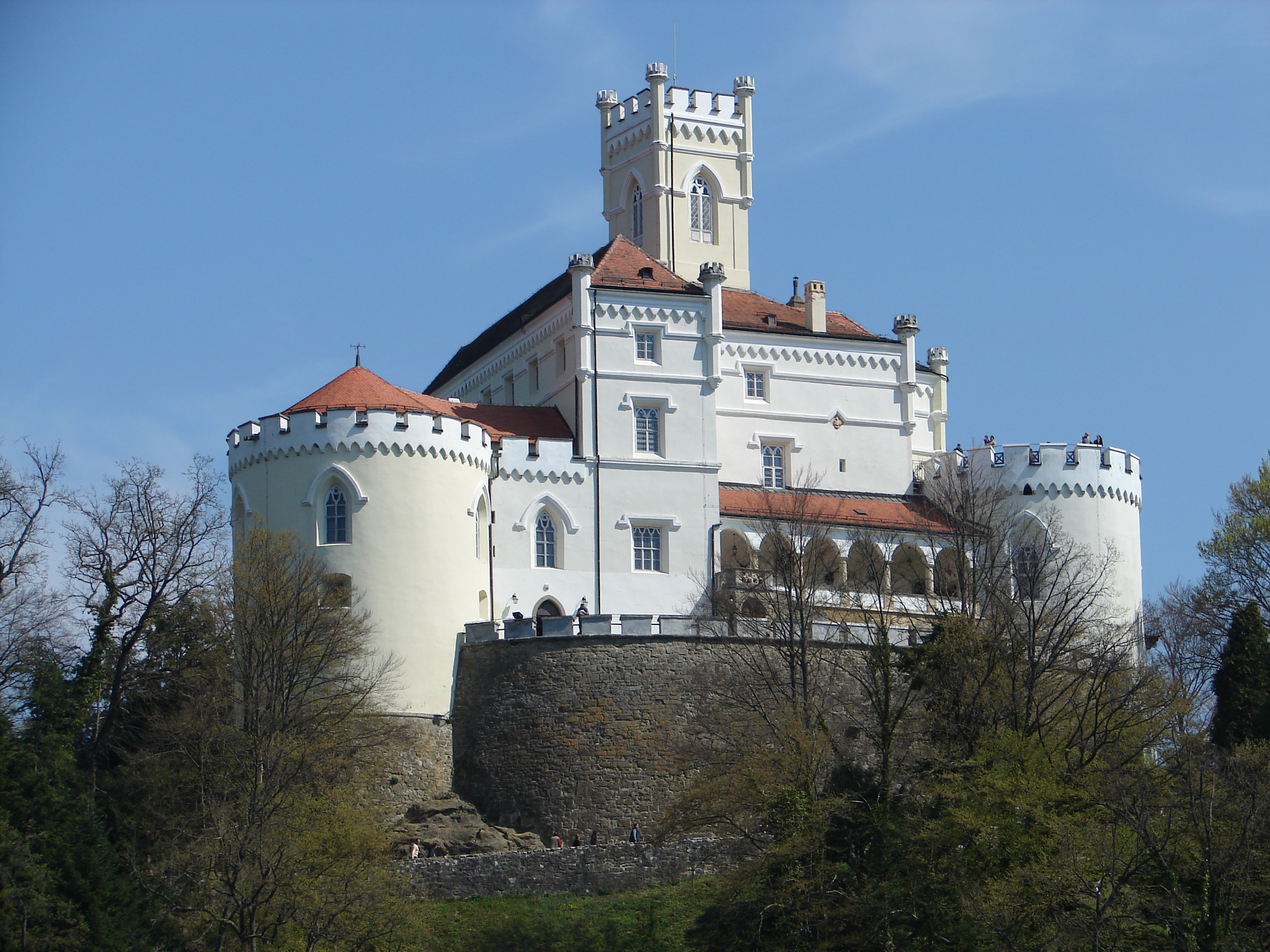
Тракошчан, родовой замок Драшковичей

Иван I Драшкович, младший брат Юрая, был одним из командиров войска под командованием Николая Зринского, прославившегося в Сигетварской битве. Его племянник Иван II также отличился в боях против османских сил, занимал пост бана Хорватии в 1595—1608 годах. Сын Ивана II Иван III Драшкович был баном в 1640—1648 годах и внёс большой вклад в создание и укрепление Военной границы.
Среди других видных представителей рода выделяется Янко Драшкович (1770—1856), один из лидеров иллирийского движения и хорватского национального возрождения. Его «Трактат» (Disertacija), опубликованный в Карловаце в 1832 году на штокавском диалекте хорватского языка стал политической, экономической и культурной программой иллиризма.
Драшковичи проживали в Тракошчане до Второй мировой войны. В 1944 году последний владелец замка покинул Хорватию и эмигрировал в США. В настоящее время потомки Драшковичей проживают в различных европейских странах и США, один из представителей рода Карл Драшкович после восстановления независимости Хорватии вернулся с семьёй в страну, выкупил бывшее имение рода в селе Велики-Буковец под Лудбрегом и основал сельскохозяйственное предприятие Agroludbreg. Бывший родовой замок Драшковичей, Тракошчан, в настоящее время музей и одна из самых популярных туристических достопримечательностей северной Хорватии.